# Autoroute 85 (Québec)
L'autoroute 85 (A-85) est une autoroute québécoise et une constituante de la Transcanadienne desservant la région du Bas-Saint-Laurent. Elle partage le même axe routier que la route 185, entre la frontière néo-brunswickoise et Notre-Dame-du-Portage. D'ailleurs, l'A-85 est vouée à remplacer la 185 comme principal lien routier entre ces points. La route 185 est réputée pour être l'une des routes les plus meurtrières du Québec et, pour corriger cette situation, elle est progressivement transformée d'une route à 2 voies à accès non contrôlé à une autoroute à quatre voies. L'A-85 est peu achalandée avec son débit journalier moyen annuel (DJMA) le plus élevé à 14 500 véhicules entre Rivière-du-Loup et Saint-Antonin.

## Description

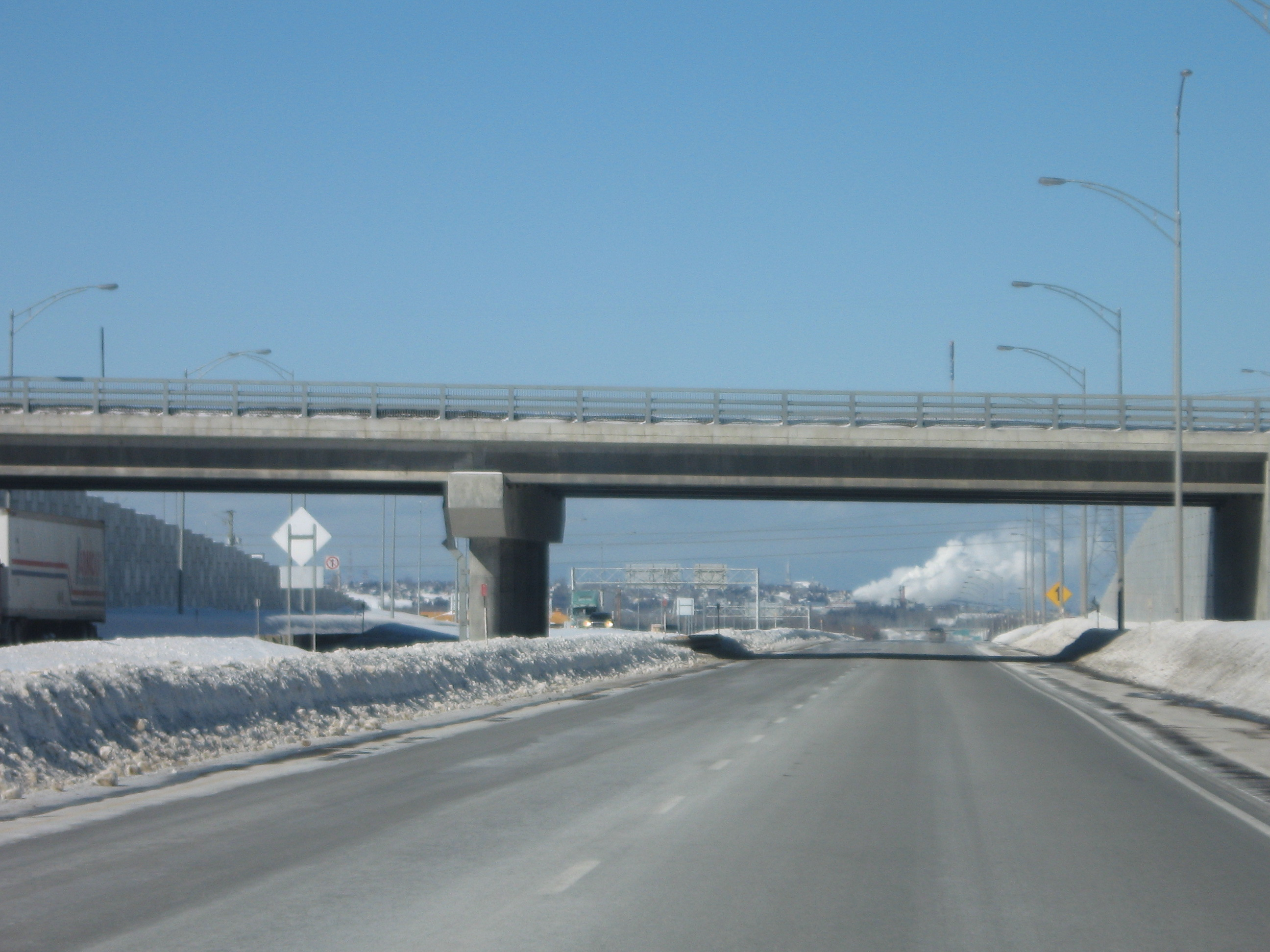
Autoroute 85

Actuellement, l'A-85 est divisée en deux sections, soit de Dégelis (km 0) à Saint-Louis-du-Ha! Ha! (km 48) et de Saint-Antonin (km 80) à Notre-Dame-du-Portage, 20 kilomètres plus au nord, sur l'A-20, (km 101). L'A-85 s'allongera au rythme de transformation de la 185 en autoroute. À noter que l'A-85 sera construite en partie sur l'emprise de la 185 actuelle alors qu'à d'autres endroits une nouvelle route sera totalement construite.
Deux sections de la 185 avaient déjà été transformées en autoroute dans les secteurs de Dégelis et Notre-Dame-du-Lac. Un tronçon de 12,2 kilomètres entre Témiscouata-sur-le-Lac (secteur Cabano) et Saint-Louis-du-Ha! Ha! a été ouvert le 23 août 2011, dont une section de 6,4 km qui est ouverte à la circulation depuis l'automne 2009,. Le tronçon entre Dégelis et Saint-Louis-du-Ha! Ha! est ouvert complètement depuis octobre 2015. Cela met donc un terme aux phases 1 et 2. Le tronçon Saint-Louis-du-Ha! Ha!-Saint-Antonin (phase 3) a obtenu le décret du gouvernement en 2011. L'autoroute doit être complétée en 2025, l'annonce officielle en a été faite le 13 juillet 2015.
À terme, lorsque le projet de transformation de la route 185 sera complété, l'A-85 aura une longueur d'environ 101 km et reliera la Route 2 du Nouveau-Brunswick à l'A-20 à la hauteur de Rivière-du-Loup. Du même coup, la Transcanadienne deviendra une autoroute continue entre Arnprior, Ontario (Autoroute 417) et New Glasgow, Nouvelle-Écosse (Route 104). De plus, ceci complétera une liaison interprovinciale autoroutière encore plus longue de plus de 2 000 km, entre Windsor, Ontario et Halifax, Nouvelle-Écosse.
Le gouvernement du Québec songeait à nommer l'A-85 en l'honneur de Claude Béchard, défunt ministre québécois et député de Kamouraska-Témiscouata, ce que la Commission de toponymie a rendu officiel et le premier ministre Philippe Couillard l'a annoncé le 6 octobre 2014.
Le 13 novembre 2017, le gouvernement de Philippe Couillard commence les travaux préparatoires de la phase 3 qui reliera la municipalité de Saint-Antonin à Saint-Louis-du-Ha! Ha!.

## Historique
Le premier tronçon de l'A-85, entre les kilomètres 94 et 101, fut construit en 1972 lors de la construction de l'A-20 et était nommée route 185. En 2005, lorsque les kilomètres 88 à 94 de la route 185 furent transformés en autoroute, la route fut renommée Autoroute 85. En 2014, les kilomètres 0 à 48 furent renommés Autoroute 85 également considérant l'avancement de la phase 2.

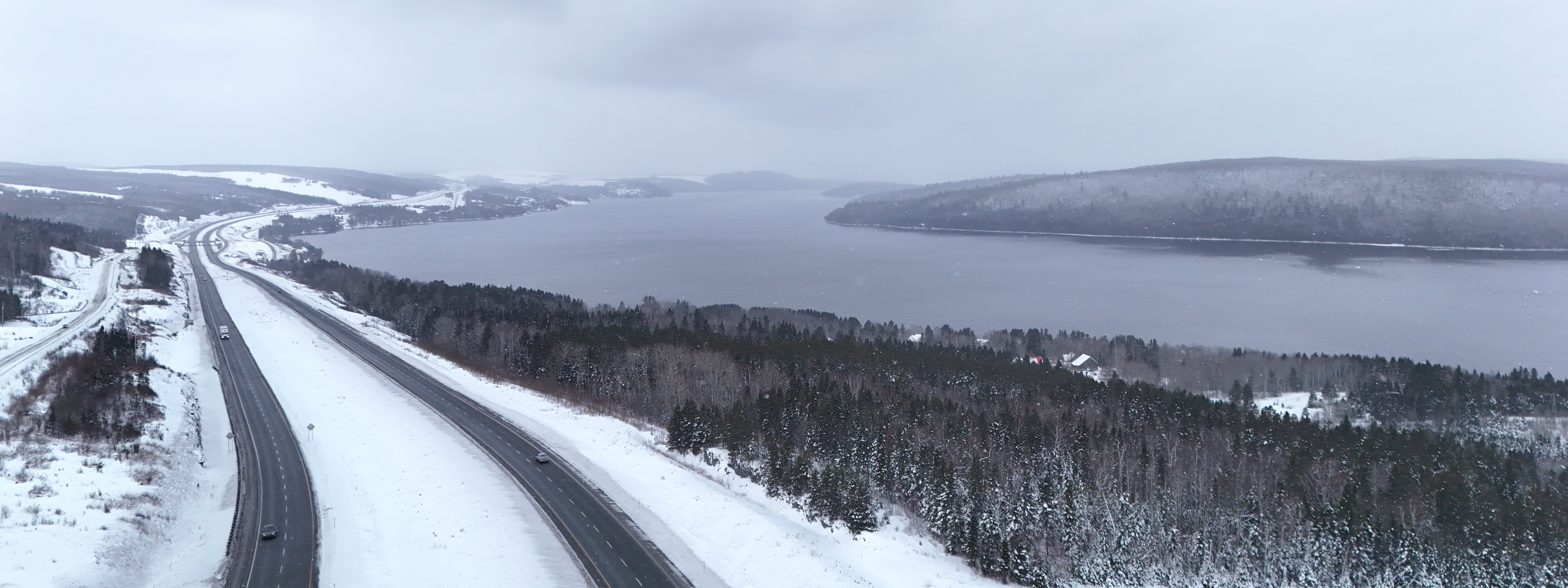
Vue sur l'autoroute 85 et sur le lac Témiscouata à la hauteur de Notre-Dame-du-Lac.

| Kilomètre   | Année d'ouverture |                              | Notes                                                              |
| ----------- | ----------------- | ---------------------------- | ------------------------------------------------------------------ |
| 0 à 8,5     | 2014              |                              | Nouveau-Brunswick (Route 2) à Dégelis                              |
| 8,5 à 14,5  | 2013              |                              | Dégelis                                                            |
| 14,5 à 15,5 | 2004              |                              | Dégelis                                                            |
| 15,5 à 20,5 | 2013              |                              | Dégelis à Témiscouata-sur-le- Lac, secteur de Notre-Dame-du-Lac    |
| 20,5 à 28   | 2015              |                              | Témiscouata-sur-le-Lac, secteur de Notre-Dame-du-Lac               |
| 28 à 30     | 2002              |                              | Témiscouata-sur-le-Lac, secteur de Notre-Dame-du-Lac               |
| 30 à 36     | 2014              |                              | Témiscouata-sur-le-Lac, secteurs de Notre-Dame-du-Lac à Cabano     |
| 36 à 38     | 2009              |                              | Témiscouata-sur-le-Lac, secteur de Cabano                          |
| 38 à 44     | 2011              |                              | Témiscouata-sur-le-Lac, secteur de Cabano à Saint-Louis-du-Ha! Ha! |
| 44 à 48     | 2009              |                              | St-Louis-du-Ha! Ha!                                                |
| 48 à 57     | Projeté 2026      | Présentement en construction | Saint-Louis-du-Ha! Ha! à Saint-Honoré-de-Témiscouata               |
| 57 à 59     | 2022              |                              | Saint-Honoré-de-Témiscouata                                        |
| 59 à 62     | 2021              |                              | Saint-Honoré-de-Témiscouata                                        |
| 62 à 67     | 2024              |                              | Saint-Honoré-de-Témiscouata                                        |
| 67 à 73     | 2024              |                              | Saint-Honoré-de-Témiscouata à St-Hubert-de-Rivière-du-Loup         |
| 73 à 80     | 2022              |                              | Saint-Hubert-de-Rivière-du-Loup à Saint-Antonin                    |
| 80 à 88     | 2021              |                              | Saint-Antonin                                                      |
| 88 à 94     | 2005              |                              | Saint-Antonin au pont de la rivière du Loup                        |
| 94 à 101    | 1972              |                              | Pont de la rivière du Loup à l'autoroute 20                        |

## Liste des sorties
| MRC                                                                         | Municipalité                    | km    | Sortie                                         | Destinations                                                                                    | Notes                                                                      |
| --------------------------------------------------------------------------- | ------------------------------- | ----- | ---------------------------------------------- | ----------------------------------------------------------------------------------------------- | -------------------------------------------------------------------------- |
| Témiscouata                                                                 | Dégelis                         | 0,00  | —                                              | Route 2 est – Edmundston, Fredericton                                                           | Continue au Nouveau-Brunswick                                              |
| Témiscouata                                                                 | Dégelis                         | 0,75  | 1                                              | Avenue de la Madawaska                                                                          | Sortie et entrée direction sud via NB 2                                    |
| Témiscouata                                                                 | Dégelis                         | 7,20  | 7                                              | Traverse Johnny-Griffin                                                                         |                                                                            |
| Témiscouata                                                                 | Dégelis                         | 12,40 | 12                                             | Rue Industrielle / Avenue de Longeron                                                           | Indication direction sud                                                   |
| Témiscouata                                                                 | Dégelis                         | 13,50 | 12                                             | R-295 (7e Rue) / Rue Industrielle – Dégelis, Saint-Jean-de-la-Lande, Saint-Juste-du-Lac         | Indication direction nord                                                  |
| Témiscouata                                                                 | Dégelis                         | 14,40 | 14                                             | R-295 (7e Rue) / Rue Industrielle – Dégelis, Saint-Jean-de-la-Lande, Saint-Juste-du-Lac         | Indication direction sud                                                   |
| Témiscouata                                                                 | Dégelis                         | 15,40 | 14                                             | Avenue Principale – Packington                                                                  | Indication direction nord                                                  |
| Témiscouata                                                                 | Témiscouata-sur-le-Lac          | 24,50 | 24                                             | Chemin du Lac – Packington                                                                      |                                                                            |
| Témiscouata                                                                 | Témiscouata-sur-le-Lac          | 28,20 | 29                                             | Rue de l'Église / Rue Commerciale Sud – Saint-Eusèbe                                            | Rue Commerciale Sud indiqué en direction sud seulement                     |
| Témiscouata                                                                 | Témiscouata-sur-le-Lac          | 29,60 | 30                                             | Rue Commerciale Sud                                                                             | Direction nord seulement                                                   |
| Témiscouata                                                                 | Témiscouata-sur-le-Lac          | 32,50 | 33                                             | Montée du Détour                                                                                |                                                                            |
| Témiscouata                                                                 | Témiscouata-sur-le-Lac          | 37,20 | 37                                             | R-232 ouest (Rue Cascades) – Rivière-Bleue, Pohénégamook                                        | Terminus sud du multiplex avec la R-232                                    |
| Témiscouata                                                                 | Témiscouata-sur-le-Lac          | 39,90 | 40                                             | R-232 est (Rue Commerciale Nord) – Saint-Michel-du-Squatec, Rimouski                            | Terminus nord du multiplex avec la R‑232                                   |
| Témiscouata                                                                 | Saint-Louis-du-Ha! Ha!          | 47,50 | 47                                             | Saint-Elzéar-de-Témiscouata, Saint-Louis-du-Ha! Ha!                                             |                                                                            |
| Témiscouata                                                                 | Saint-Louis-du-Ha! Ha!          | 49,30 | —                                              | R-185 nord                                                                                      | Transition vers R-185; terminus sud du tronçon manquant de 8 km de l'A-85  |
| Témiscouata                                                                 | Saint-Honoré-de-Témiscouata     | 56,00 | 56                                             | Rue Principale                                                                                  | Future sortie direction nord, entrée direction sud                         |
| Témiscouata                                                                 | Saint-Honoré-de-Témiscouata     | 57,40 | —                                              | R-185 sud                                                                                       | Transition vers R-185; terminus nord du tronçon manquant de 8 km de l'A-85 |
| Témiscouata                                                                 | Saint-Honoré-de-Témiscouata     | 60,00 | 60                                             | R-291 nord – Saint-Honoré-de-Témiscouata,Saint-Hubert-de-Rivière-du-Loup , Saint-Pierre-de-Lamy |                                                                            |
| Témiscouata                                                                 | Saint-Honoré-de-Témiscouata     | 66,00 | 66                                             | Rue Principale Nord / 10e Rang (Chemin Couturier)                                               | sortie direction sud, entrée direction nord                                |
| Rivière-du-Loup                                                             | Saint-Hubert-de-Rivière-du-Loup | 71,00 | 71                                             | Kataskomiq / Chemin Taché Ouest                                                                 |                                                                            |
| Rivière-du-Loup                                                             | Saint-Antonin                   | 85,00 | 85                                             | Chemin de la Rivière-Verte – Saint-Modeste                                                      | Saint-Modeste indiqué en direction nord seulement                          |
| Rivière-du-Loup                                                             | Saint-Antonin                   | 89,20 | 89                                             | Rue Principale / 1er Rang – Saint-Antonin                                                       | 1er Rang indiqué en direction nord seulement                               |
| Rivière-du-Loup                                                             | Saint-Antonin                   | 90,40 | 90                                             | 1er Rang – Saint-Antonin, Saint-Modeste                                                         | Sortie direction sud, entrée direction nord                                |
| Rivière-du-Loup                                                             | Rivière-du-Loup                 | 93,40 | 93                                             | R-191 (Boulevard Industriel) vers A-20 est – Rivière-du-Loup, Rimouski                          |                                                                            |
| Rivière-du-Loup                                                             | Rivière-du-Loup                 | 96,00 | 96                                             | Chemin Fraserville – Rivière-du-Loup                                                            |                                                                            |
| Rivière-du-Loup                                                             | Rivière-du-Loup                 | 97,60 | Halte routière de Fraserville (direction nord) | Halte routière de Fraserville (direction nord)                                                  | Halte routière de Fraserville (direction nord)                             |
| Rivière-du-Loup                                                             | Notre-Dame-du-Portage           | 99,90 | 100                                            | A-20 ouest – Québec                                                                             | Sortie 499 de l'A-20; la route transcanadienne rejoint l'A-20              |
| - Terminus de multiplex - Demi-Échangeur - Transition de route - Non-ouvert |                                 |       |                                                |                                                                                                 |                                                                            |